# Vena cística
La vena cística es una pequeña vena que devuelve la sangre de la vesícula biliar hacia la rama derecha de la vena porta, por el interior de la sustancia hepática.

## Trayecto
Acompaña al conducto cístico.